# St Benet’s Hall
St Benet’s Hall war eine Permanent Private Hall der University of Oxford. Sie wurde 1897 von der Benediktiner-Abtei Ampleforth in North Yorkshire aus gegründet, die auch Träger des Ampleforth College ist. Zuletzt waren die meisten Mitglieder der Hall Laien. Sie gehörte aber immer noch der Abtei Ampleforth und bewahrte ein benediktinisches und römisch-katholisches Ethos. Nicht-Katholiken waren ebenfalls zugelassen.
Die Überprüfung der Permanent Private Halls durch die Universität im Jahr 2007 kam zu dem Schluss, dass St Benet’s „ein gutes Gespür für seinen Ort innerhalb der College-Universität besitzt“, und stellte „das Engagement und die Sorgfalt“ des akademischen Personals der Hall heraus. Im Mai 2013 zeigte die Student Barometer-Befragung an, dass St Benet’s Hall die höchste Gesamtzufriedenheitsquote aller 44 konstituierenden Colleges and Permanent Private Halls der Universität aufwies.
Das Hauptgebäude der Hall lag am nördlichen Ende von St Giles’ auf der Westseite, nahe der Vergabelung zur Woodstock Road, Oxford.

## Geschichte

### Benediktinisches Erbe

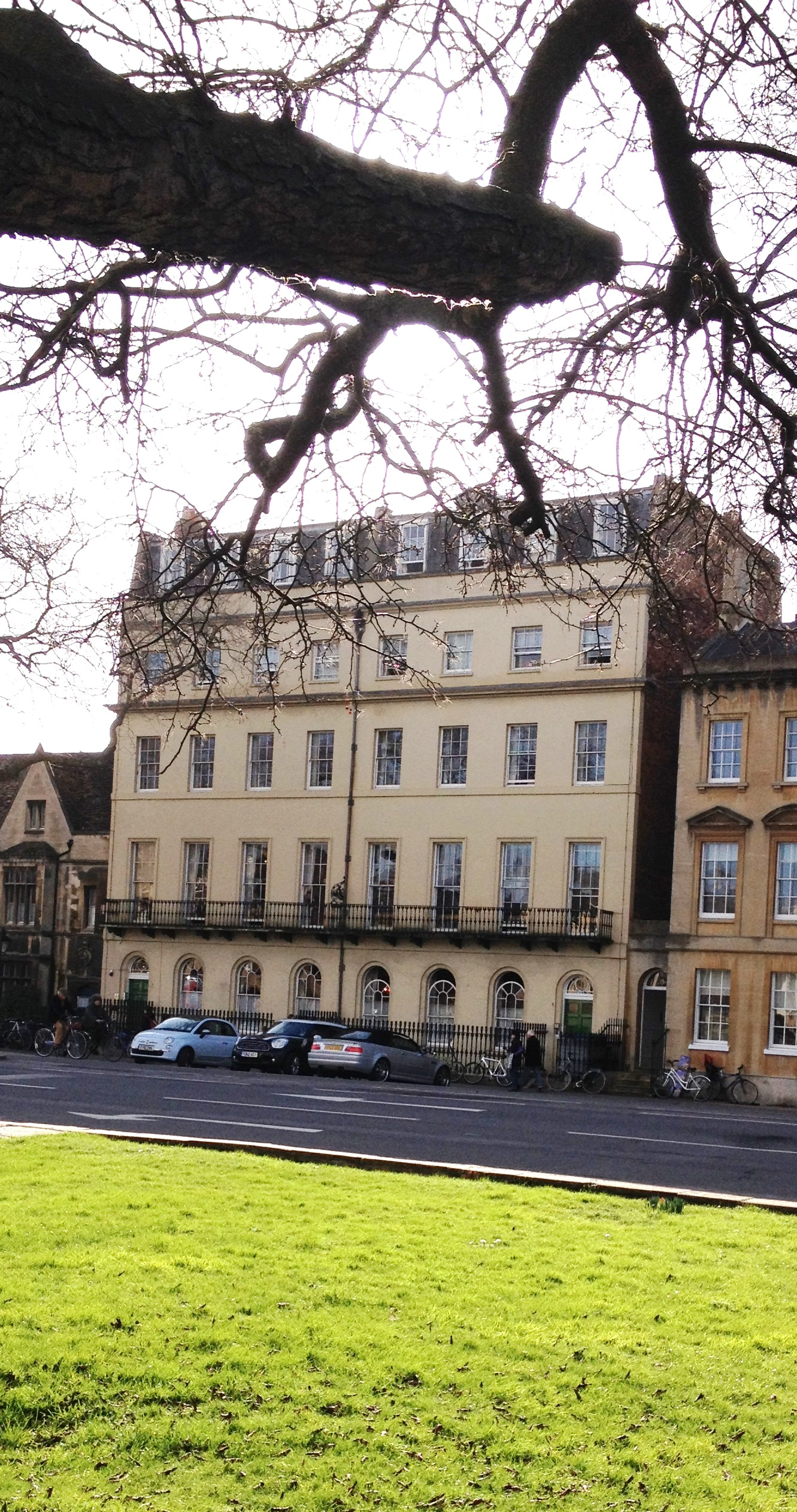
St Benet’s Hall

Benediktinermönche hatten in Oxford spätestens seit 1281 studiert und gelehrt, als die Abtei Gloucester das Gloucester College gründete. Im Jahr 1291 gründete die Abtei Durham das Durham College, 1362 folgte Canterbury College als Gründung der Christ Church Priory in Canterbury. Diese drei benediktinischen Colleges wurden zwischen 1536 und 1545 unter Heinrich VIII. aufgelöst. Gloucester College wurde später als Worcester College, Durham College als Trinity College wiederbegründet. Den Besitz von Canterbury College erwarb Christ Church. Bis zur Gründung von St Benet’s Hall im Jahr 1897 gab es mehr als 350 Jahre lang keine Benediktiner in Oxford. Die Hauptfunktion der Hall war es ursprünglich, als Studienort für die Mönche zu dienen, die in Oxford weltliche Studienabschlüsse für ihre Lehrtätigkeit am Ampleforth College oder anderen benediktinischen Schulen in England erhalten sollten.

### Koedukation
St Benet’s war die letzte Körperschaft der University of Oxford, die nur Männer als Undergraduates oder Postgraduierte zuließ. Es war ebenfalls die letzte nicht-koedukative Einrichtung der Universität, nachdem St Hilda’s College, das letzte rein weibliche College in Oxford im Jahr 2008 Männer zugelassen hatte. Im November 2013 kündigte die Hall formell an, dass innerhalb eines Jahres weibliche Postgraduierte zugelassen werden sollten. Weibliche Undergraduates sollten folgen, sobald zusätzliche Unterbringungsmöglichkeiten zur Verfügung stünden. Frauen wurden im Oktober 2014 als Postgraduierte und im Oktober 2016 als Undergraduates zugelassen. Insofern wurden im Jahr 2016 alle konstituierenden Colleges und Halls der Universität Oxford vollkommen koedukativ. Die University of Cambridge besitzt noch drei rein weibliche konstituierende Colleges.

### Private Hall und Permanent Private Hall der Universität Oxford
Die Private Halls of Study an der Universität Oxford trugen den Namen ihres Masters. Deshalb hieß St Benet’s zunächst Hunter-Blair’s Hall und dann Parker’s Hall. Die Hall diente nicht als Theologisches College, sondern bildete den Rahmen, in dem Mönche an der Universität andere Studiengänge wie Geschichte oder Classics für ihre spätere Tätigkeit als Lehrer belegen konnten.
St Benet’s wurde 1918 eine Permanent Private Hall, als dieser neue Status durch die Universitätsgesetzgebung eingeführt wurde. Der offizielle lateinische Name lautete von nun an Aula Privata Sancti Benedicti bzw. auf Englisch St Benet’s Hall. „Benet“ ist eine englische Variante des Namens Benedikt. Die Hall war nach Benedikt von Nursia benannt. Der Verwaltungsrat der Hall bestand aus den Trustees des St Benet’s Education Trust. Der Vorsitzende war von Amts wegen der Abt von Ampleforth.
Der Charakter der Hall veränderte sich im Laufe der Jahre. Mit dem Rückgang monastischer Berufungen ab den 1960er Jahren wurden unter dem Master James Forbes (im Amt 1964–1979) immer mehr katholische männliche Laien, darunter nicht wenige Absolventen des Ampleforth College, zugelassen. Unter Master Philip Holdsworth (im Amt 1979–1989) wurde der Charakter der Hall wieder monastischer und zugleich theologischer, weil nun viele englische Abteien sowie andere Orden ihren Nachwuchs zum Theologiestudium nach Oxford schickten. Unter Master Henry Wansbrough (im Amt 1990–2004) wurden wieder mehr Laien zugelassen. So ergab sich schließlich die fachliche Mischung einer theologisch-geisteswissenschaftlichen Ausrichtung der Hall.

## Gebäude

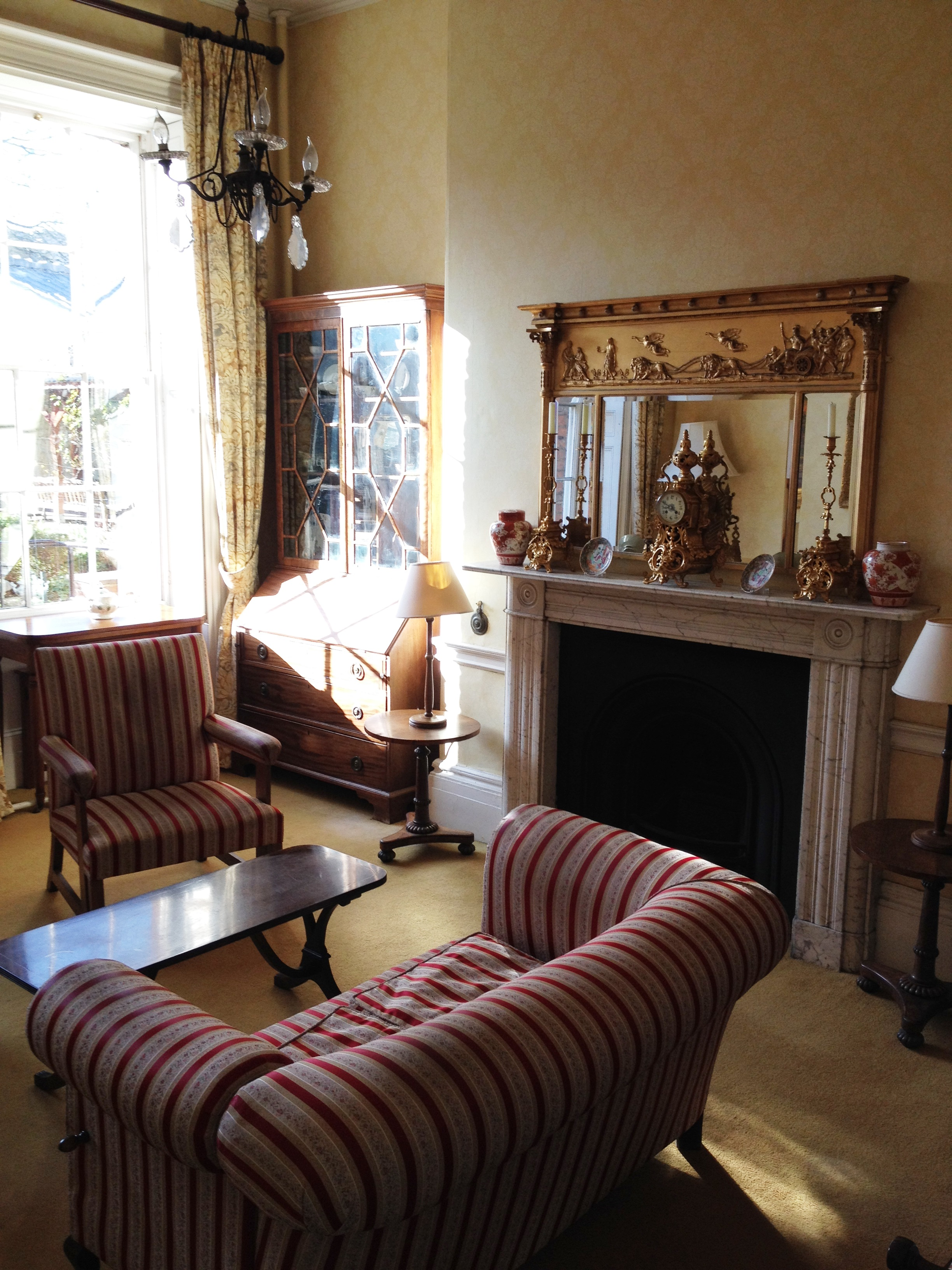
Der Yellow Room, St Benet’s Hall

Die Hall hatte seit 1923 ihren Sitz an der platzartigen Straße St Giles‘, Hausnummern 38 und 39. Die Gebäude stammen von 1830 und wurden später zu einem Haus verbunden. Im Jahr 2015 wurden zusätzlich Gebäude in 11 Norham Gardens, in der Nähe des Universitätsparks erworben.

## Status bis 2022

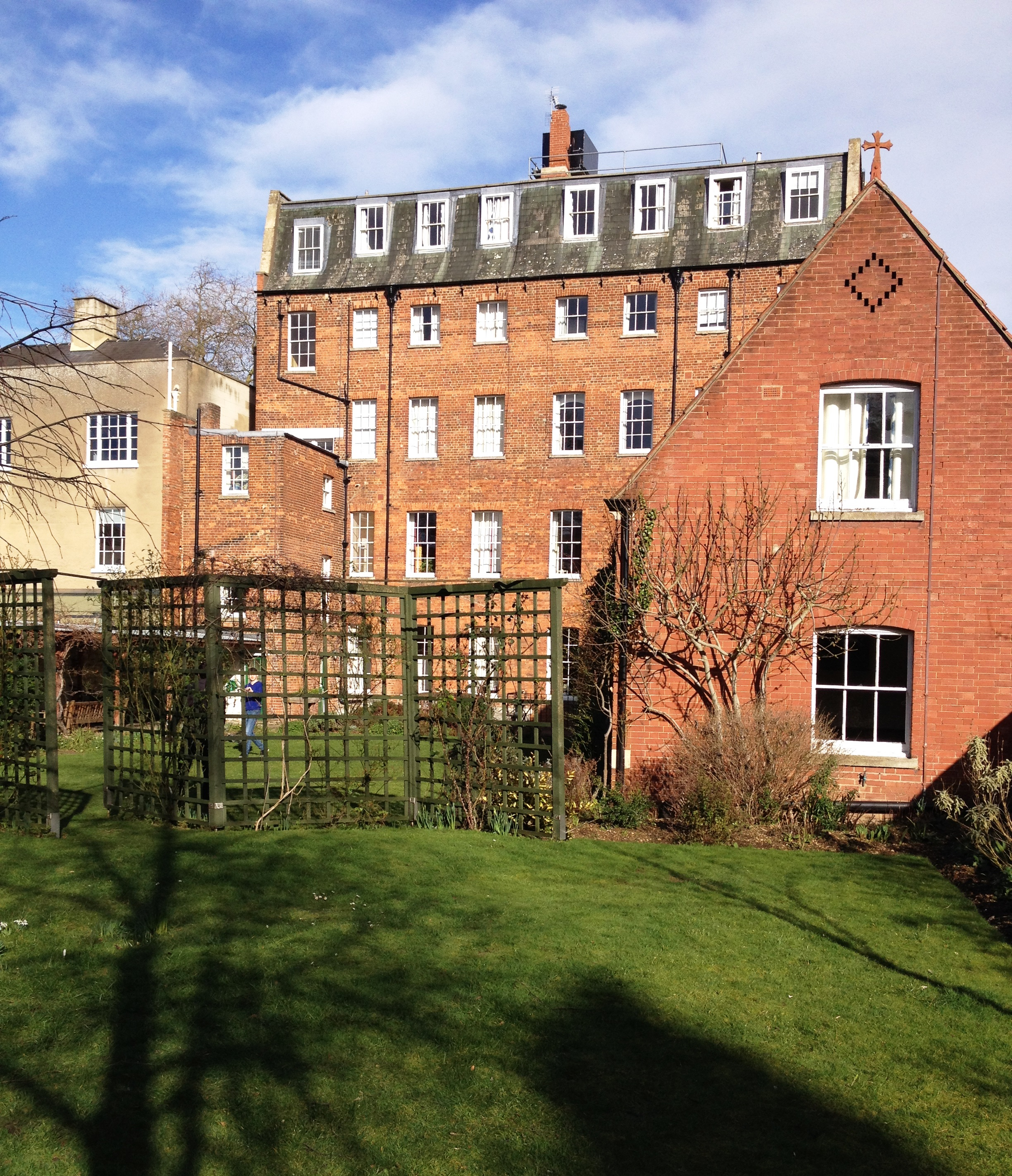
St Benet’s Hall, Gartenansicht

Bis 2012, als mit Werner Jeanrond der erste katholische Laie zum Master ernannt wurde, war der Master der Hall immer ein Benediktiner. Auch danach hatte die Hall einen Prior und einen Kaplan, die beide Mönche waren. Die Hall ließ vor allem katholische Laien, aber auch Nicht-Katholiken als Undergraduates und Postgraduierte zu. Von den Mitgliedern der Hall wurde ein positives Verhältnis zum benediktischen Ethos der Einrichtung erwartet.
Da St Benet’s eine Permanent Private Hall war, wurde sie nicht wie ein College von den Fellows selbst verwaltet, doch teilten sich diese mit dem Master das operative Geschäft der Leitung und entsenden einen Vertreter in den St Benet’s Education Trust. Die Studierenden der Hall wurden an der Universität immatrikuliert und hatten als solche volle Rechte innerhalb der Universität. Der wesentliche spürbare Unterschied zu einem College war für die meisten vor allem die vergleichsweise geringe Größe der Hall.
Undergraduates wurden zuletzt für folgende Studiengänge zugelassen: Theologie, Philosophie und Theologie, Theologie und Oriental Studies, Geschichte, Geschichte und Politik, Philosophy, Politics and Economics, Alte Sprachen und Kulturen (Classics), Classics und Oriental Studies, Oriental Studies (Ägyptologie; Ägyptologie and Ancient Near Eastern Studies, Islamic Studies, Hebrew Studies, und Jewish Studies), Oriental Studies mit Classics, und Humanwissenschaften. Die Hall ließ Postgraduierte für dieselben Fächer zu, sowie zusätzlich solche, die an der Blavatnik School of Government, dem Institute of Cognitive and Evolutionary Anthropology, und der Saïd Business School studierten.

## Schließung
Die Hall wurde Ende September 2022 geschlossen. Bereits im Frühjahr 2022 hatte die Universität Oxford eine Verlängerung der Lizenz verweigert, da die finanzielle Zukunft der Hall nach dem geplanten Rückzug der Abtei Ampleforth nicht mehr gesichert schien. Ein Rettungsplan des US-amerikanischen Geschäftsmannes John Barry wurde von der Universität und der Abtei Ampleforth verworfen, vermutlich weil eine zu konservative Neuausrichtung der Hall befürchtet wurde. Die Studierenden der Hall wurden auf andere Colleges verteilt, die Gebäude vom St Hilda’s College erworben.

## Studentisches Leben
Im Gegensatz zu anderen Colleges und Halls hatte St Benet’s einen gemeinsamen Common Room für Undergraduates und Postgraduierte.

### Sport
Trotz ihrer geringen Größe hatte die Hall eine erfolgreiche Rudermannschaft, die in den vergangenen Jahre einige Trophäen erringen konnte. Daneben gab es Mannschaften für Korbball, Rugby und Feldhockey sowie eine gemeinsame Fußballmannschaft mit dem Regent’s Park College.

### Refektorium

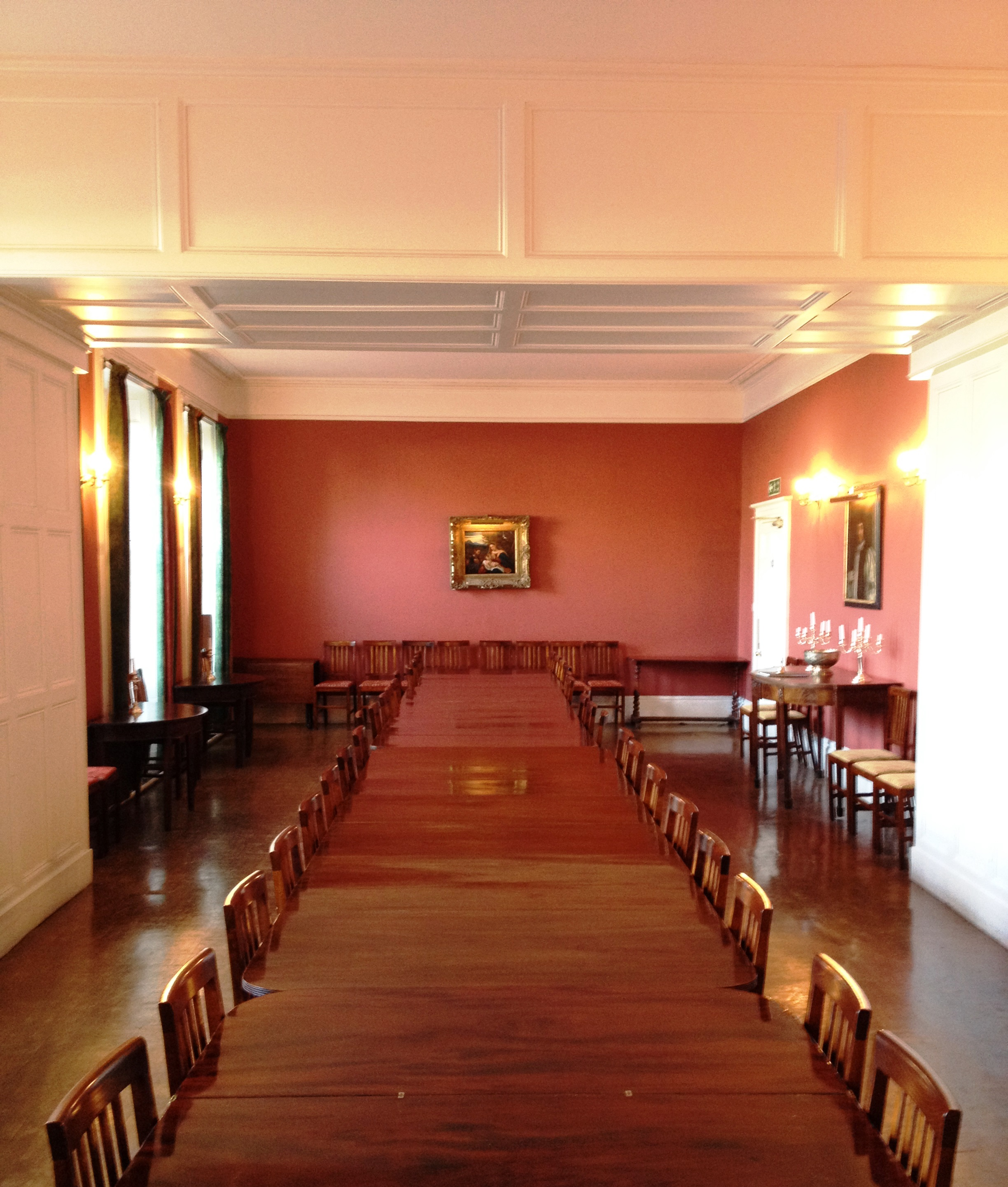
Refektorium

Die Mitglieder der Hall durften Gäste zu allen Mahlzeiten einladen. Im Gegensatz zu vielen Colleges gab es keinen getrennten High Table für die Dozenten und ihre Gäste, sondern einen gemeinsamen Tisch für alle Mitglieder der Hall.

## Master

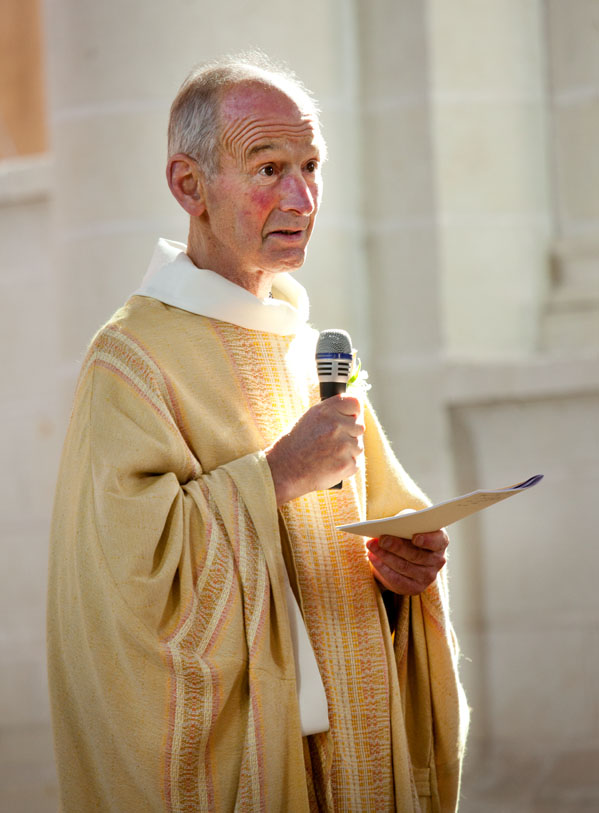
Very Revd Dom Henry Wansbrough

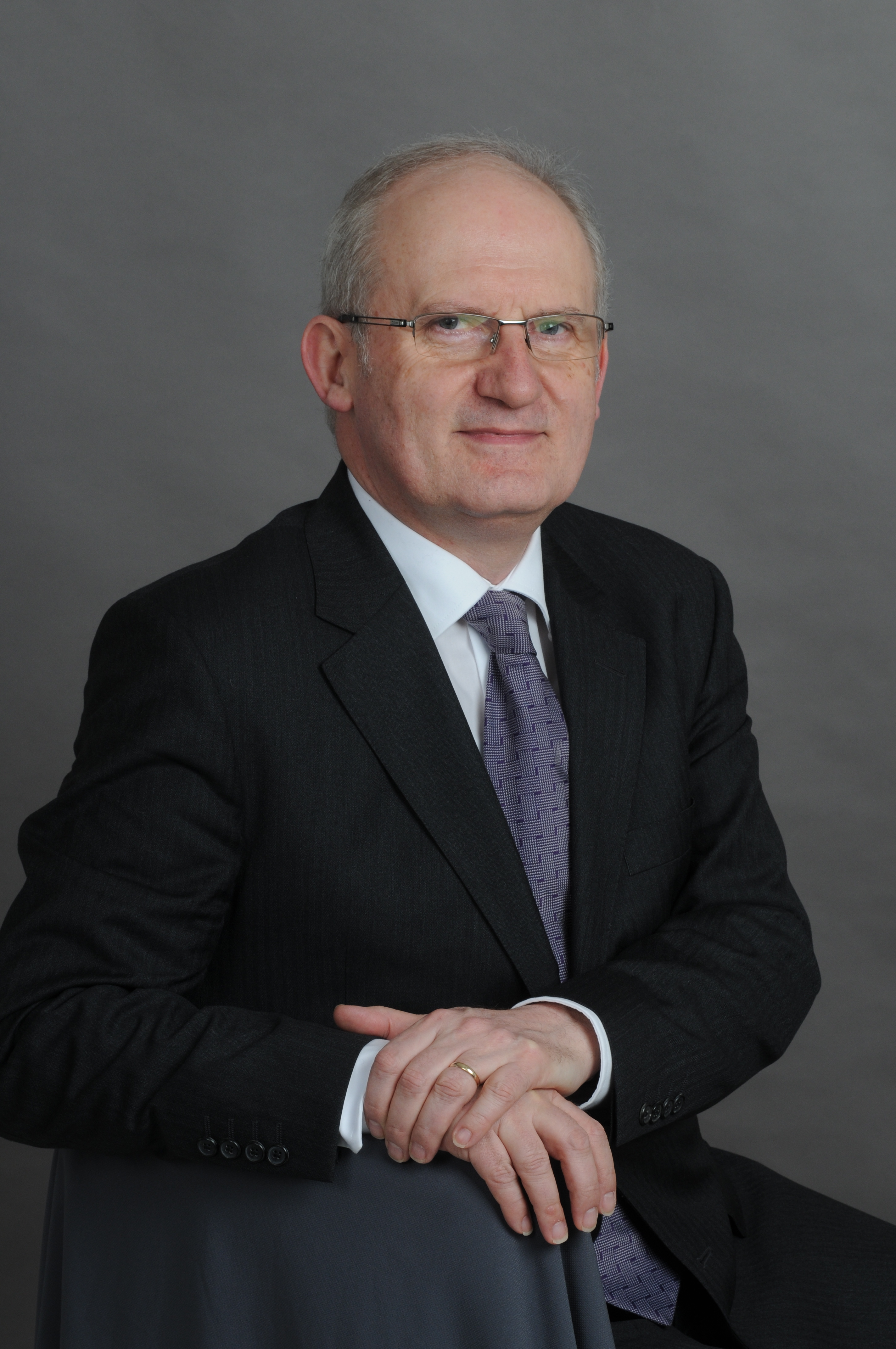
Professor Werner Jeanrond

Seit der Gründung der Hall 1897 hatte sie folgende Master und Acting Master:
- Oswald Hunter Blair OSB (1898–1909)[12][13]
- Anselm Parker OSB (1909–1920)[14]
- Justin McCann OSB (1920–1947)[15]
- Gerard Sitwell OSB (1947–1964)[16]
- James Forbes OSB (1964–1979)
- Alberic Stacpoole OSB, MC (1979), Acting Master[17][18]
- Philip Holdsworth OSB (1979–1989)
- Alberic Stacpoole OSB, MC (1989), Acting Master
- Fabian Cowper OSB (1989–1990)
- Henry Wansbrough OSB (1990–2004), Herausgeber der New Jerusalem Bible
- Fr. Leo Chamberlain OSB (2004–2007)
- Felix Stephens OSB (2007–2012)
- Werner Jeanrond (2012–2018)
- Richard Cooper (2018–2022), Master[19]

## Bekannte Fellows

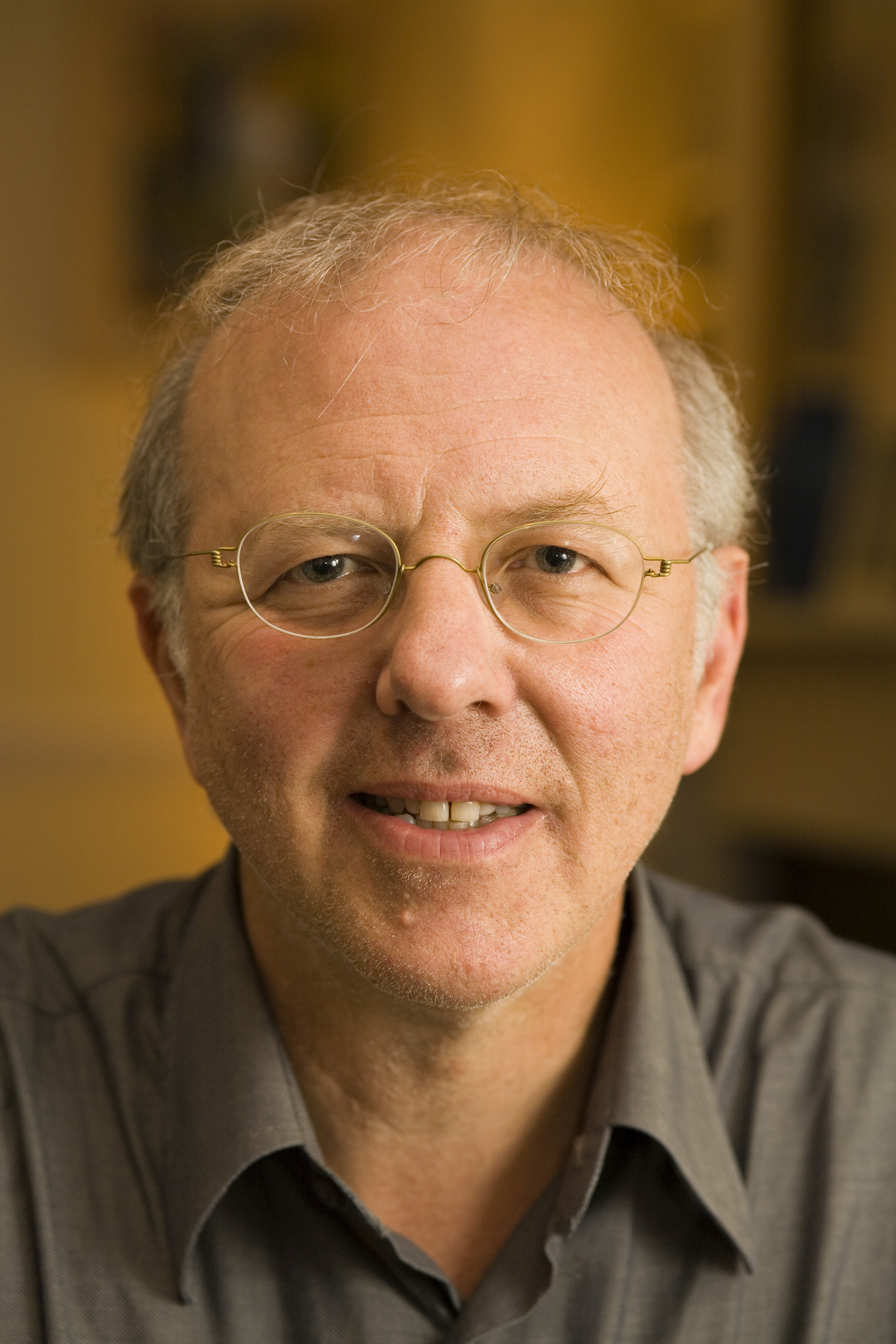
Dr Brian Klug

- Alberic Stacpoole OSB, langjähriger Senior Tutor, Historiker[20][21]
- Brian Klug, Senior Research Fellow in Philosophy (2000–)
- Susan Doran, Historikerin (2007–)
- Harry Sidebottom, Althistoriker (2008–2014)

## Honorary Fellows
- Leo Chamberlain, Master von St Benet’s Hall 2004–2007, Titularprior der Kathedrale von Gloucester
- Peter Hennessy, Baron Hennessy of Nympsfield, FBA, Attlee Professor of Contemporary British History, Queen Mary, University of London
- Werner Jeanrond, Master von St Benet’s Hall 2012–2018, Professor für Systematische Theologie, Universität Oslo
- Henry Mayr-Harting, emeritierter Regius Professor of Ecclesiastical History, University of Oxford
- Peter Sutherland KCMG, früherer Attorney General von Irland.
- Henry Wansbrough, Bibelwissenschaftler, Master von St Benet’s Hall 1990–2004

## Bekannte Alumni
- John Balme, amerikanischer Dirigent, Operndirektor und Pianist
- David Blair, Journalist, Chief Foreign Correspondent des Daily Telegraph
- Donald Joseph Bolen, Erzbischof von Regina
- Damian Collins MP, Unterhaus-Abgeordneter für den Wahlkreis Folkestone and Hythe
- John Cornwell, Autor, Jesus College (Cambridge)
- Lumumba Stanislaus-Kaw Di-Aping, Sudanesischer Diplomat
- Basil Hume OM, OSB (1923–1999), Abt von Ampleforth (1963–1976) und Erzbischof von Westminster (1976–1999), Kardinal
- Olegario González de Cardedal, Theologe, Päpstliche Universität von Salamanca, Spanien
- Martin Jennings, britischer Bildhauer
- Sir Anthony Kenny, FBA, Philosoph, vormals Master des Balliol College, Oxford[22]
- General Jacko Page, Generalleutnant der sechsten Infanterie-Division der British Army
- Claus Arnold, Kirchenhistoriker, Johannes Gutenberg-Universität Mainz[23]
- Jeremias Schröder OSB, Abtpräses der Benediktinerkongregation von St. Ottilien